# Ormyrus badius
Ormyrus badius is een vliesvleugelig insect uit de familie Ormyridae. De wetenschappelijke naam is voor het eerst geldig gepubliceerd in 1898 door De Stefani.